# 사라는 유죄
"사라는 유죄"(Sarah Is Guilty)는 한국에서 제작된 유지형 감독의 1993년 드라마, 멜로/로맨스 영화이다. 김주연 등이 주연으로 출연하였고 두손필름 등이 제작에 참여하였는데 마광수 전 연세대 교수의 소설 <즐거운 사라>의 여주인공 '사라' 캐릭터를 빌려와 만들었다.

## 출연

### 주연
- 김주연
- 정철야

### 조연
- 최민식
- 김성수
- 조문영

## 기타
- 제작부장: 김민규
- 배급: 정인엽영상그룹
- 촬영부: 변희성
- 촬영부: 신범섭
- 촬영부: 최영민
- 촬영부: 황선산
- 조명: 임재영
- 조명부: 최성원
- 조명부: 남진아
- 조명부: 김성진
- 스틸: 김병옥
- 조연출: 서천
- 연출부: 최병진
- 연출부: 김강면
- 스크립터: 장재옥
- 녹음: 강대성
- 특수분장: 김미란
- 특수효과: 한룡
- 의상: 김선진
- 의상팀: 최정
- 발전차: 김영운
- 촬영지원: 양완기
- 수송: 장성현
- 의상팀: 조현경
- 촬영지원: 이돈규
- 수송: 이용석
- 촬영지원: 이정욱
- 수송: 정동석
- 촬영지원: 나의승
- 효과: 양대호

1. ↑  “새 영화보는재미 「사라는 유죄」”. 문화일보. 1993년 12월 11일. 2025년 5월 22일에 확인함.